# Spergularia munbyana
Spergularia munbyana är en nejlikväxtart som beskrevs av Auguste Nicolas Pomel. Spergularia munbyana ingår i släktet rödnarvar, och familjen nejlikväxter. Inga underarter finns listade i Catalogue of Life.